# Luis Calderón Vega
Luis Calderón Vega (Morelia, Michoacán; 1 de febrero de 1911-Morelia, 7 de diciembre de 1989) fue un escritor y político mexicano.
Participó en el movimiento estudiantil por la autonomía de la Universidad Nacional de México, como parte de la Unión de Estudiantes Católicos (UNEC).

## Ámbito político
En septiembre de 1939 junto con Alejandro Ruiz Villaloz, Manuel Gómez Morín, Efraín González Luna, Miguel Estrada Iturbide, Rafael Preciado Hernández, Juan Landerreche Obregón, Juan José Páramo Castro, Gustavo Molina Font, Manuel Herrera y Lasso y Aquiles Elorduy funda el Partido Acción Nacional (PAN) en la época de mayor actividad de la organización secreta fundada por los jesuitas denominada La Base. Así mismo formó parte de los Comités Directivos Regionales de Michoacán y Nuevo León y fue secretario general del partido durante la presidencia de Raúl González Schmall.
Nominado por su partido contendió siete veces por una diputación (1943, 1946, 1949, 1961, 1967, 1970 y 1979) y sólo una llegó a la Cámara de Diputados, por vía de la representación proporcional.

## Ámbito educativo
Fue profesor en el Instituto Valladolid. En esta institución fueron pioneros los profesores Javier Ibarrola, J. Praxedis Alfaro, Porfirio Martínez Peñalosa, Dr. Borja León Márquez, Manuel Martín del Campo, Lic. Miguel Estrada Iturbide, Miguel Castro Ruiz, Dr. Rafael Morelos Zapien, Gabriel Bobadilla, Raúl Zepeda Medina, Melesio de Jesús Vargas, Luis Bravo, Eugenio Romero, Miguel Hernández, Fernando Calderón, Jorge Camacho, Felio Mirabent, Alfonso Rubio, P. Jorge Godsseels, P. José Villalón Mercado y el P. Manuel Castro Ruiz.[cita requerida]

## Literato
Durante las vacaciones y a partir de 1939, se reunían un grupo de jóvenes intelectuales a reflexionar guiados por José Barcena, sacerdote y poeta clásico que ofrecía su casa (Templo de Capuchinas) para la noble causa, inquietud que se materializó en la revista mensual Logos. Los articulistas eran Miguel Castro Ruiz, Porfirio Martínez Peñalosa, Manuel Ponce, Alejandro Avilés, Alejandro Ruiz Villaloz, Alfredo Maillefert, Alfonso Rubio y Rubio, María del Carmen Uribe y el propio Luis Calderón Vega, entre otros.[cita requerida]
Escribió de igual forma en la revista mensual de corte literario Viñeta desde 1944, donde compartía créditos con Porfirio Martínez, Alejandro Ruiz Villaloz, Alfonso Rubio y Rubio, Miguel Castro Ruiz, Francisco Alday, Concha Urquiza, Miguel Bernal Jiménez, Alejandro Avilés, Roberto Ibáñez, Jacques Leguebe, Eduardo de Ontañón, Manuel Ponce, Artemio del Valle Arizpe y Joaquín Antonio Peñalosa.[cita requerida]
Por sus Memorias del PAN, es considerado el más importante cronista del partido político.[cita requerida]

## Orador
Existían grandes oradores en Michoacán, pero en los primeros años de Acción Nacional sólo dos, Miguel Estrada Iturbide y Luis Calderón, hacían eco de las necesidades del pueblo michoacano. El club de oratoria del PAN Michoacán lleva su nombre.[cita requerida]

## Vida familiar
En 1953, se casó con María del Carmen Hinojosa y tuvieron cinco hijos: Felipe (presidente de México), Luisa María (senadora de la República), Luis Gabriel (médico), Juan Luis (diputado federal LV Legislatura) y María Carmen (terapeuta).[cita requerida]

## Renuncia al PAN
La fe de Calderón Vega en el PAN comenzó a debilitarse en 1976, cuando el partido comenzó a ver demolida su estructura ideológica por el ingreso en sus filas de los empresarios que comenzaban a desinhibirse para actuar en política. Luis Calderón renuncia al PAN en 1981, justo cuando Felipe Calderón, su hijo menor, ingresa a este partido político.[cita requerida]

## Libros
- Memorias del PAN I (1939-1946)
- Memorias del PAN II (1946-1950)
- Memorias del PAN III (1950-1952)
- Política y espíritu: compromisos y fugas del cristiano
- El 96.47% de los mexicanos (Ensayo de sociología religiosa)
- Los siete sabios de México
- Cuba 88: memorias de la UNEC
- Compilación de iniciativas de ley presentadas por el Partido Acción Nacional (tres tomos).

## Ligas externas
- Sobre el Cedispan (Consultado jueves, 25 de agosto del 2022)